# 21302 Shirakamisanchi
21302 Shirakamisanchi este un asteroid din centura principală de asteroizi.

## Descriere
21302 Shirakamisanchi este un asteroid din centura principală de asteroizi. A fost descoperit pe 1 decembrie 1996 la Chichibu de Naoto Satō. Asteroidul prezintă o orbită caracterizată de o semiaxă mare de 2,32 ua, o excentricitate de 0,11 și o înclinație de 4,2° în raport cu ecliptica.